# Stanisław Raczkowski

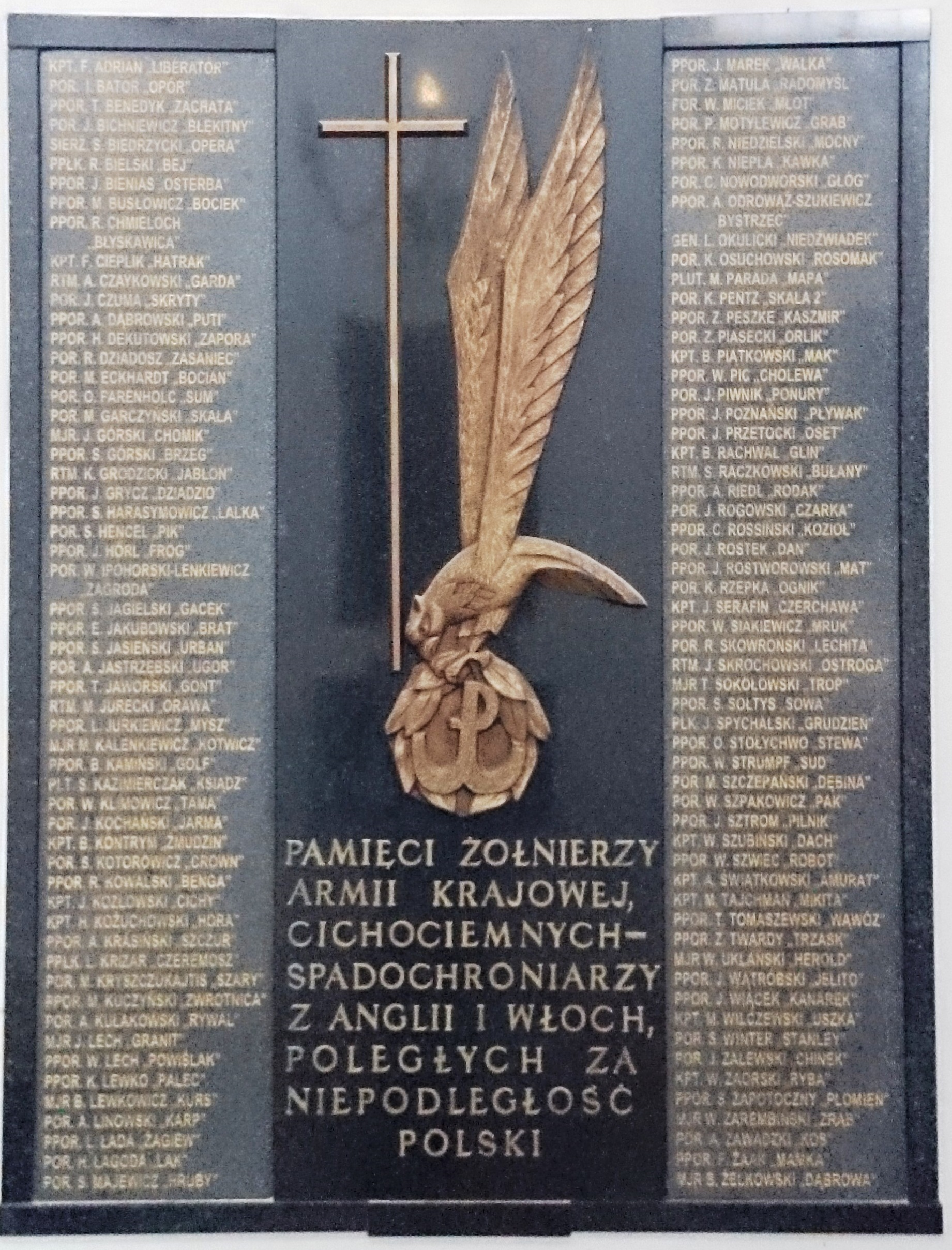
Tablica w kościele św. Jacka w Warszawie, upamiętniająca poległych cichociemnych, w tym Stanisława Raczkowskiego

Stanisław Stefan Raczkowski pseud.: Bułany, Bułanek, Florian, Lanca (ur. 29 stycznia 1912 w Łodzi, zm. 29 lipca 1944 w Suchedniowie) – rotmistrz kawalerii Wojska Polskiego, Polskich Sił Zbrojnych na Zachodzie i Armii Krajowej, cichociemny.

## Życiorys
Był synem Jana, robotnika, i Leokadii z domu Liczoszewskiej. Po ukończeniu średniej szkoły w Łodzi i zdaniu matury w 1933 roku kontynuował naukę w Szkoły Podchorążych Kawalerii w Grudziądzu. W 1936 roku dostał przydział do 5 pułku strzelców konnych, w którym od 1938 roku był dowódcą 1 plutonu szwadronu cekaemów.
We wrześniu 1939 roku dowodził tymże plutonem i jednocześnie był zastępcą dowódcy szwadronu. 19 września, po śmierci dowódcy szwadronu, przejął dowodzenie tą jednostką. Po kapitulacji Armii Kraków dostał się 20 września do niewoli niemieckiej, z której uciekł i wstąpił w październiku wstąpił do Służby Zwycięstwu Polski. Zagrożony aresztowaniem 29 grudnia 1939 roku przekroczył granicę polsko-słowacką. Został internowany na Węgrzech. W kwietniu 1940 roku dotarł do Francji, gdzie został skierowany do 10 pułku strzelców konnych 10 Brygady Kawalerii Pancernej. W czerwcu 1940 roku został ewakuowany do Wielkiej Brytanii, gdzie dostał przydział do batalionu cekaemów, a następnie ponownie do 10 pułku strzelców konnych 10 Brygady Kawalerii Pancernej.
Zgłosił się do służby w kraju. Po przeszkoleniu w dywersji został zaprzysiężony 16 stycznia 1943 roku w Oddziale VI Sztabu Naczelnego Wodza i przeniesiony do Głównej Bazy Przerzutowej w Brindisi we Włoszech. W czasie oczekiwania na skok był instruktorem dywersji Oddziału VI Sztabu Naczelnego Wodza w Ostuni. Zrzutu dokonano w nocy z 8 na 9 kwietnia 1944 roku w ramach operacji „Weller 4” dowodzonej przez kpt. naw. Edwarda Bohdanowicza (zrzut na placówkę odbiorczą „Mirt 1” na południowy wschód od Kielc w rejonie wsi Ociesęki i Cisów). Do 3 maja 1944 roku walczył w oddziale partyzanckim „Wybranieccy”. W maju dostał przydział do Okręgu Radom-Kielce AK na stanowisko oficera Oddziału III Operacyjnego sztabu Okręgu. W lipcu miał objąć dowództwo II batalionu 3 pułku piechoty Legionów AK. Zginął 29 lipca 1944 roku w czasie potyczki z Niemcami w Suchedniowie, gdy jechał do lasu, by objąć dowodzenie batalionem. Został pochowany w Suchedniowie.

## Awanse
- podporucznik – 1936
- porucznik – ze starszeństwem od 20 marca 1941 roku
- rotmistrz – 9 kwietnia 1944 roku.

## Odznaczenia
- Krzyż Srebrny Orderu Virtuti Militari – pośmiertnie, 1 stycznia 1945 roku.

## Upamiętnienie
W lewej nawie kościoła św. Jacka przy ul. Freta w Warszawie odsłonięto w 1980 roku tablicę Pamięci żołnierzy Armii Krajowej, cichociemnych – spadochroniarzy z Anglii i Włoch, poległych za niepodległość Polski. Wśród wymienionych 110 poległych cichociemnych jest Stanisław Raczkowski.